# Favonius primoriensis
Favonius primoriensis är en fjärilsart som beskrevs av Siuiti Murayama 1978. Favonius primoriensis ingår i släktet Favonius och familjen juvelvingar. Inga underarter finns listade i Catalogue of Life.